# Norwein District
Norwein District är ett distrikt i Liberia.   Det ligger i regionen River Cess County, i den centrala delen av landet, 140 km öster om huvudstaden Monrovia.